# René Bousquet
René Bousquet (11. svibnja 1909. – 8. lipnja 1993.) je bio visoki službenik Francuske vlade koji je vršio funkciju glavnog tajnika policije Višijskog režima od svibnja 1942. do 31. prosinca 1943. godine.

## Životopis
S dvadeset i jednom godinom postao je nacionalni heroj jer je s prijateljem spasio desetine ljudi od utapanja u rijeci. Taj podvig mu je donio orden Legije časti. Bio je sklon radikalnom socijalizmu. Kao mlad čovjek postao je službenik u Ministarstvu unutarnjih poslova Francuske.
U vrijeme Višijevskog režima i njegove suradnje s njemačkim nacistima, bio je na položaju glavnog tajnika policije. Osobno je dopustio deportaciju židovske djece u njemačke logore. 1943. godine njegove policijske jedinice su pomagale Nijemcima u čišćenju Marseillea od 30 000 sumnjivih građana, od kojih su 2 000 otpremljeni u logore smrti. Te godine se sastao s Heinrichom Himmlerom koji ga je pohvalio zbog savezništva.
Za djela počinjena u toku rata suđeno mu je 1949. kada je za njih dobio minimalnu kaznu.
Tijekom 1957. i 1958., preko političkih veza povratio je odlikovanja i ugled u društvu i ponovno se aktivirao u politici. Od sredine 1960-ih davao je podršku i imao bliske veze s Françoisom Mitterrandom i drugim visokim francuskim političarima.
Godine 1986. izbio je skandal vezan za Bousquetovu prošlost i tvrdnje da su političari umješani u skrivanje ovih detalja. „Organizacija kćeri i sinova protjeranih židova“ ga je 1989. optužila za protjerivanje i odvođenje u logore 194 židovska djeteta tijekom rata, a ovaj slučaj je došao na sud 1991. godine.
Bousqueta je ubio poremećeni ubojica 1993., tako da nikada formalno nije osuđen za spomenuti zločin protiv čovječnosti.